# Paul Götz (Geophysiker)
Friedrich Wilhelm Paul Götz (geb. 20. Mai 1891 in Heilbronn; gest. 29. August 1954 in Chur; heimatberechtigt in Arosa) war ein deutsch-schweizerischer Geophysiker, Meteorologe und Astronom.

## Leben und Wirken

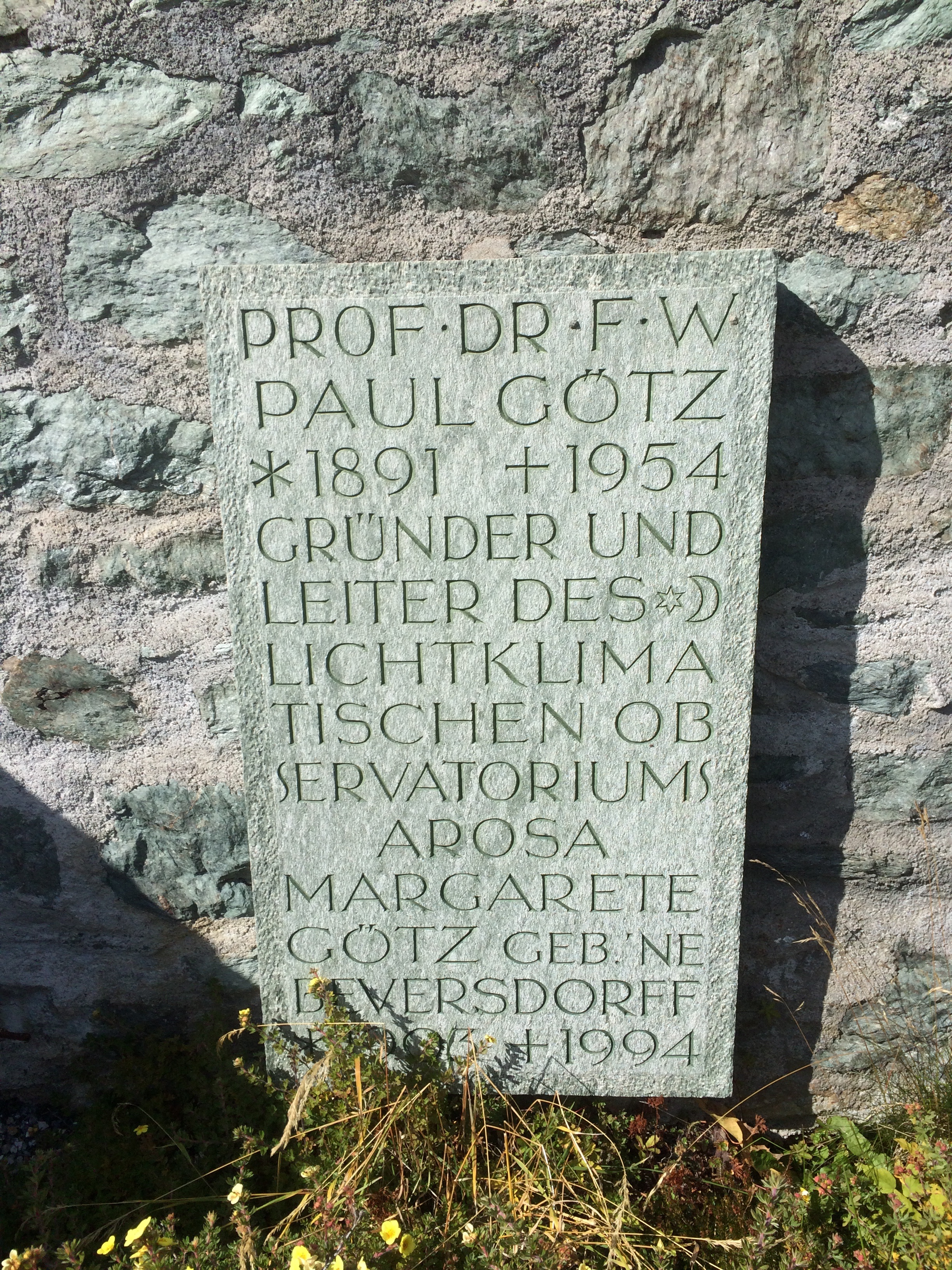
Paul Götz’ Grabstein auf dem Friedhof des Bergkirchli Arosa

Götz studierte Astronomie, Mathematik und Physik an den Universitäten Heidelberg und Tübingen, wo er 1911 Mitglied des Tübinger Wingolf wurde. 1918 wurde er in Heidelberg mit der Dissertation Photographische Photometrie der Mondoberfläche promoviert.
Als Tuberkulose-Patient verbrachte Götz in den Jahren 1914 und 1915 zwei Kuraufenthalte in Davos. Er blieb nach der Genesung in der Region und fand 1916 eine Anstellung als Lehrer im Fridericianum. Nach seiner Promotion kehrte er 1919 nach Davos zurück, um am Physikalisch-Meteorologischen Observatorium mit dem Strahlungsklimatologen Carl Dorno zusammenzuarbeiten. 1921 gründete er auf Initiative der Handelskammer und des Kurvereins der Gemeinde Arosa sowie der Rhätischen Bahn das Lichtklimatische Observatorium Arosa. Die Initiatoren erhofften sich eine wissenschaftliche Bestätigung der Heilkraft der Höhenluft im Schanfigg. Götz wollte beweisen, dass die Höhenkur Tuberkulose heilt.
Götz habilitierte sich 1931 mit einer Arbeit über die wissenschaftlichen Ergebnisse seiner Spitzbergen-Expedition und erhielt 1940 einen Lehrauftrag für Meteorologie an der Universität Zürich. 1941 wurde er Mitglied der Leopoldina. Am 28. Mai 1946 wurden er und seine Frau Margarethe in der Schweiz eingebürgert. Nach einer langen und schweren Erkrankung an Atherosklerose verstarb Götz am 29. August 1954 im Kreuzspital in Chur. Er wurde auf dem Friedhof beim Aroser Bergkirchli beigesetzt. Seine Frau überlebte ihn um fast 40 Jahre und wurde 1994 im selben Grab beigesetzt.
Nach Götz’ Tod leitete Hans Ulrich Dütsch das Observatorium, bevor es nach 1988 von der Schweizerischen Meteorologischen Anstalt übernommen wurde. Die dort von 1926 bis 1929 und seit 1931 durchgeführte Messreihe zur Bestimmung des Gesamtbetrags des atmosphärischen Ozons in 10 bis 80 Kilometern Höhe gilt als die weltweit längste ihrer Art. Die Messungen erlaubten genaue Aussagen über den Trend des Ozonabbaus. In den Jahren 1929 bis 1931 unternahm Götz eine Expedition nach Spitzbergen, führte dort Messungen mit dem von Gordon Miller Bourne Dobson entwickelten Spektrophotometer durch und entwickelte anschliessend zusammen mit Dobson und A. R. Meetham die Theorie zum Umkehreffekt. Dieser stellte die erste brauchbare Methode zur Bestimmung der vertikalen Verteilung von Ozon in der Atmosphäre dar. Nach der seither erfolgten Entwicklung von direkten Methoden mittels Ballonen und Raketen ist die auch Götz-Effekt genannte Methode auch Anfang des 21. Jahrhunderts noch ein angewandtes Hilfsmittel der Ozonforschung.
An der Aussenstation seines Observatoriums beteiligte er sich an der photogrammetrischen Höhenbestimmung der Polarlichter. Weiters befasste er sich mit optischen Erscheinungen in der Atmosphäre und dem Aroser Klima.

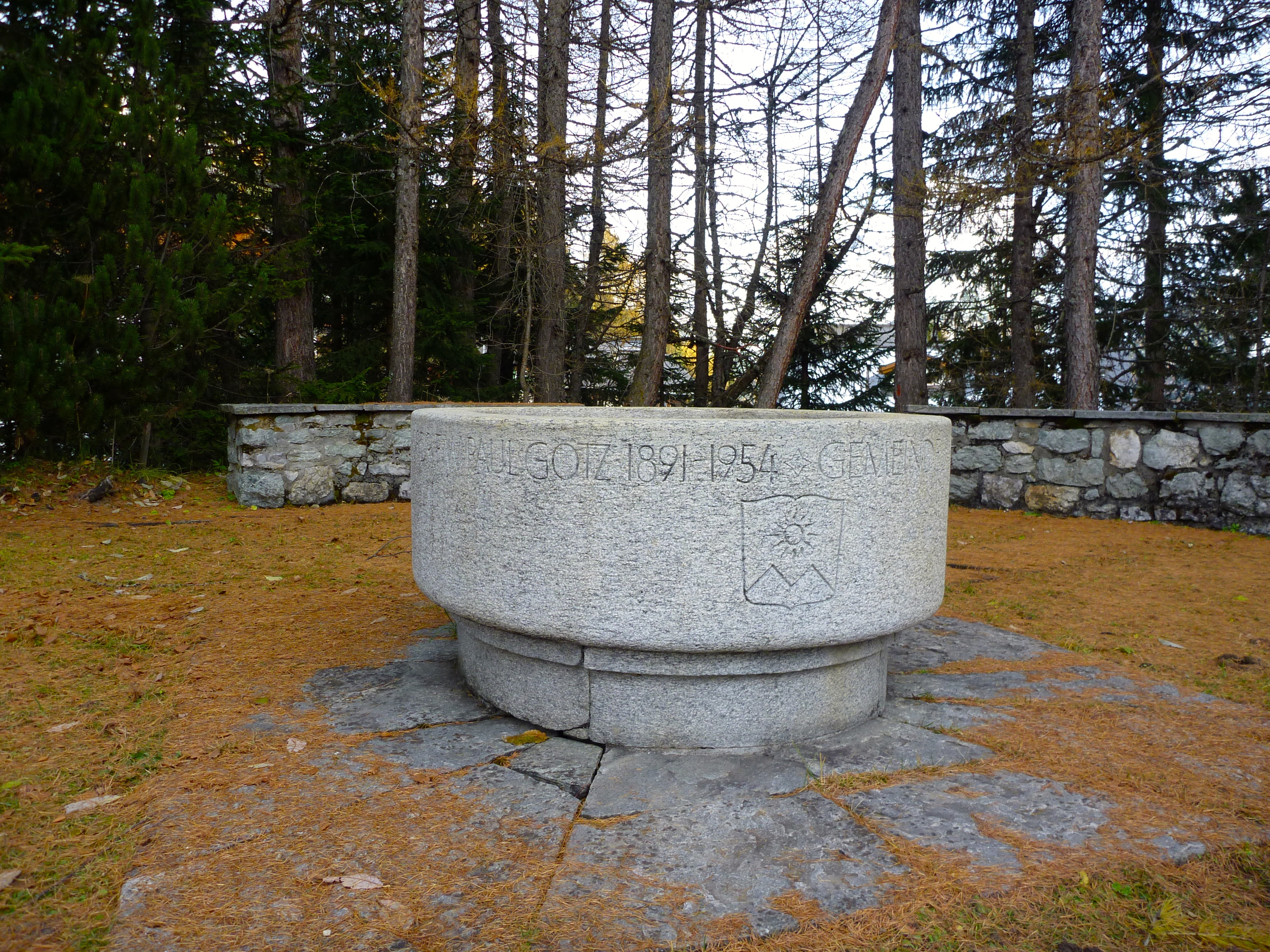
Der 1958 errichtete Götzbrunnen beim Brüggliplatz in Innerarosa

1958 liess die Gemeinde Arosa als Anerkennung für seine langjährige wissenschaftliche Forschungsarbeit beim Brüggliplatz in Innerarosa den sogenannten Götzbrunnen erstellen.

## Werke (Auswahl)
- Das Strahlungsklima von Arosa. Julius Springer, Berlin 1926.
- Ozone in the Atmosphere. In: Compendium of Meteorology (S. 275–291), American Meteorological Society, Boston, MA 1951
- Klima und Wetter in Arosa. Huber, Frauenfeld 1954